# Radisson Blu Grand Hôtel & Spa de Malo-les-Bains
Le Radisson Blu Grand Hôtel & Spa de Malo-les-Bains, est un hôtel 4 étoiles ouvert le 20 décembre 2022 face à la mer sur la plage de Malo-les-Bains.

## Historique
En octobre 2016, le conseil municipal de Dunkerque, adopte le grand projet hôtelier et immobilier sur la friche de l'ancienne auberge de jeunesse et du centre aéré Vandenabelle sur la Digue des Alliés.
Le 7 juin 2019 est posée par Patrice Vergriete la première pièce du grand hôtel, ces travaux seront retardés par la crise du Covid-19 puis par le manque de matériaux dû à l'l'invasion de l'Ukraine par la Russie.
L'inauguration de l'établissement se fait le 1er juin 2023 en présence de Patrice Vergriete Maires et Président de la Communauté urbaine de Dunkerque, Patrice Pichet, président directeur général du Groupe Pichet, Olivier Jacquet, directeur général hôtellerie du Groupe Pichet Joep Peeters, vice-président franchise EMEA du groupe Radisson Hotels, Valerie Schuermans vice-présidente Business Développement du groupe Radisson Hotels, et Anne Dumez, directrice du Radisson Blu Grand Hôtel & Spa, Malo-les-Bains.